# M32 (spårvagn)
M32 är Göteborgs Spårvägars typbeteckning för spårvagnen Ansaldobreda Sirio som trafikerar Göteborgs spårväg. 
65 vagnar levererades mellan augusti 2004 och januari 2013 i två serier: serie 1 är vagn 401–440 och serie 2 vagn 441–465.

## Historik
Upphandlingen av spårvagnar förbereddes av Trafikkontoret 1997–1998 tillsammans med Västtrafik och Göteborgs Spårvägar. Nio leverantörer lämnade anbud, varav tre valdes ut för fortsatta förhandlingar. Ansaldobreda vann upphandlingen, varefter avtal ingicks i juni 2001 om 40 vagnar med en option på ytterligare 25.

## Leveranser
Leveranser blev försenade och under augusti 2004 ankom den första, vagn 401 som prototyp. Nästan två år senare, under november 2005, ankom den första serievagnen, vagn 403, två år försenad. Vagn 440, sista vagnen i serie 1 levererades under december 2009.
Optionen på ytterligare 25 vagnar löstes ut 2008. Nästan tre år senare, den 1 april 2011, ankom första vagnen ur serie 2, vagn 441. Leveransen pågick mellan april 2011 och januari 2013 då den sista, vagn 465 ankom till Göteborg.

## Premiär
Allmänheten fick första gången åka med M32 28–29 december 2005 på en för ändamålet speciellt upprättad linje (Linje X). Den 28 december gick vagn 403 mellan Lana (Krokslätt) och Väderilsgatan (Biskopsgården) och dagen därpå mellan Lana (Krokslätt) och Härlanda. M32 sattes i ordinarie trafik under våren 2006.

## Serie 2
I mitten av juli 2011 sattes den första vagnen ur serie 2 ut i ordinarie linjetrafik (vagn 441). Några av sakerna som skiljde sig från vagnarna av serie 1 var bland annat att det finns ett burspråk bakom föraren där väggen flyttats bakåt ungefär en decimeter så att förarstolen går att vrida. Detta fick också samtliga 40 vagnar från serie 1 när de var nere i Tjeckien för revision.

## Tekniska problem
I mitten av februari 2013 togs hela serie 1 ur trafik för kontroll sedan man upptäckt omfattande rostskador i underredet och i ramverket på vissa av dessa. Det visade sig vid kontrollen att nästan alla seriens vagnar hade drabbats och de fick således körförbud direkt. Övriga vagnar hade mindre rostangrepp och kunde därför fortsätta användas för linjetrafik.
I mars 2013 påbörjades reparations- och renoveringsarbetet som utöver rostskador omfattade fuktskador med mögelbildning som följd. Tillverkaren Ansaldobreda stod för alla kostnader för detta. Vagnsituationen var mycket besvärlig eftersom reparationerna inte gick som planerat, till en början reparerades cirka 30 vagnar. Sexton vagnar hade dock så svåra skador att dessa krävde en grundligare reparation, vilket skulle ta hela hösten och lite till. Den första vagnen sattes i trafik i september 2013.
I början av 2014 upptäcktes ytterligare rostangrepp i balkarna och denna gång även på vagnarna från serie 2 och flera vagnar fick tas ur trafik än en gång. Vagnarna var tänkta att repareras och få nytt golv av en firma i Hagalund i Solna. Ansaldobreda och Göteborgs Stad skulle betala kostnaderna där Ansaldobreda står för merparten av kostnaderna. Detta startade i juni 2014 och beräknades vara klart under 2017.
I augusti 2015 meddelade Göteborgs Stad att man har för avsikt att bryta avtalet med Ansaldobreda angående rostsaneringen i Solna, då man ansåg att Ansaldobreda inte hållit avtalet och man istället stod för rostsaneringen själva. Efter drygt 14 månader hade endast 5 vagnar varit på rostsaneringen i Solna där inte någon vagn hållit måttet och därmed fortfarande inte kunnat sättas i trafik enligt Göteborgs Stad. En anmälan skickades till skiljedomstolen, och dom kom i augusti 2017. Domen blev till Göteborgs Stads fördel då skiljedomstolen kom fram till att det fanns en rad brister i kvalitén i M32-serien. Man fick ersättning för dessa fel, dock inte lika mycket som Göteborgs Stad krävde från början.
I oktober 2017 varnade fackförbundet Kommunal för att förarrutorna immade igen vid regn, då de saknade värmeslingor i glaset.

## Nya skyltar
De ursprungliga skyltarna som bestod av rullband för linjenummer och fullmatris för destination hade blivit till åren komna och behövde bytas ut eftersom reservdelar saknades. Detta sedan företaget som tillverkade dessa gick i konkurs 2020. Meningen var att de nya skyltarna skulle ha installerats redan under första halvan av 2022 men på grund av att upphandlingen överklagades och fick göras om så dröjde det ytterligare ett år. 
Under hösten 2022 tecknade Göteborgs Spårvägar ett avtal med Vinga Bus Partner som installerade nya diodmatrisskyltar under den första halvan av 2023.

## Skrotning i förtid
Den svårast rostskadade vagnen, nummer 436, skrotades under 2020 och
ytterligare två vagnar, nummer 418 och 429, kommer att skrotas efter att under 2022 ha skadats svårt i olyckor .

## Namn

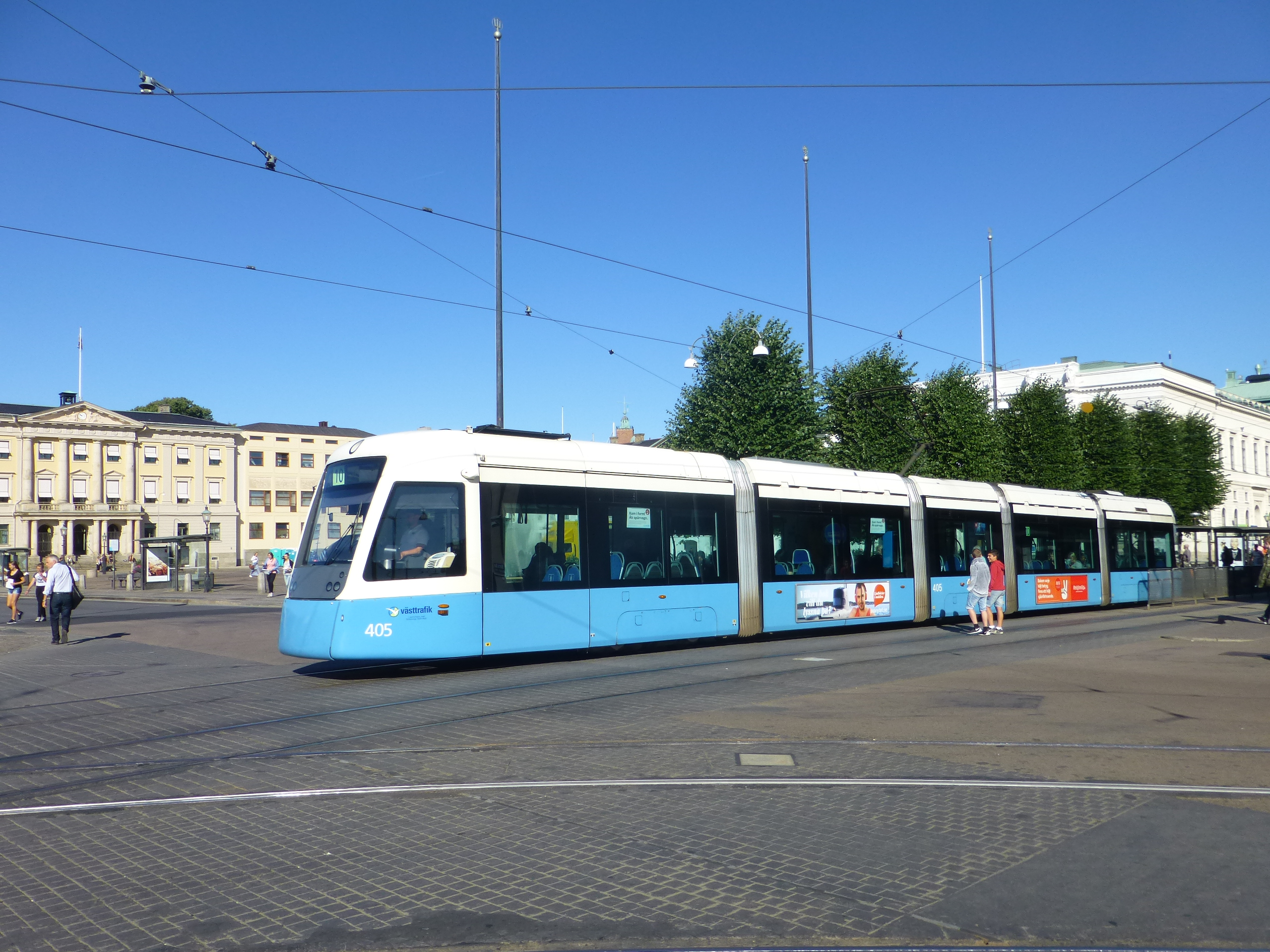
Vagn 405 Gunnar Bergdahl vid Brunnsparken.

- 402 Lena B. Nilsson. Kulturpris 2018. (Skådespelerska)[7]
- 403 Göteborgs Symfoniker (Symfoniorkester som bildades 1905)[8]
- 404 Jens Mattiasson. Kulturpris 1996. (Konstnär, målare)[8]
- 405 Gunnar Bergdahl. Kulturpris 1997. (Kulturjournalist. Han var bland annat chef för Göteborg Film Festival under åren 1994–2002)[8]
- 406 Claes Hylinger. Kulturpris 1998. (Författare och översättare. Debuterade 1972 med romanen I krig och kärlek)[8]
- 407 Lena Brogren. Kulturpris 1999. (Skådespelerska. Kom till Göteborgs Stadsteater på 1950-talet. Medverkade i bland annat TV-serierna Solbacken och Saltön)[8]
- 408 Sven-Eric Dahlberg. Kulturpris 2000. (Pianist, ackompanjatör och kompositör inom flera olika musikgenrer. Arrangerar också musik etc)[8]
- 409 Pål Svensson. Kulturpris 2001. (Skulptör. Studerade skulptur på Hovedskous Målarskola och på Konsthögskolan Valand i Göteborg)[8]
- 410 Eva Bergman. Kulturpris 2002. (Regissör. Skapade tillsammans med Ulf Dohlsten den nyskapande Backa Teater där hon var dess konstnärliga ledare under åren 1978–2000)[8]
- 411 Håkan Hellström. Kulturpris 2003. (Sångare och låtskrivare)[8]
- 412 Maria Lundqvist. Kulturpris 2004. (Skådespelerska, känd för att spela karaktären Sally Santesson i TV-serien Sally)[8]
- 413 Jasenko Selimovic. Kulturpris 2005. (Politiker, konstnärlig ledare regissör för Liberalerna)[8]
- 414 Carl-Einar Häckner. Kulturpris 2006. (Trollkarl, komiker, sångare och författare)[8]
- 415 Galenskaparna och After Shave. Kulturpris 2007. (Humorgrupp som bildades 1978, då som Galenskaparna. Står för många revysuccéer genom tiderna som till exempel TV-serien Macken och revyn Stinsen brinner)[8]
- 416 Carin Mannheimer. Kulturpris 2008. (Regissör, manusförfattare och författare. Känd för TV-serier som Svenska Hjärtan, Solbacken och Saltön)[8]
- 417 Leif Mannerström (Kock och restaurangägare)[8]
- 418 Freddie Wadling. Kulturpris 2009. (Sångare, skådespelare, konstnär och serieskapare)[8] Slopad 2022.
- 419 Herman Fogelin. Kulturpris 2010. (Konsthantverkare, keramikkonstnär etc)[8]
- 420 Harry Persson. Kulturpris 2011. (Pianist och kompositör)[8]
- 421 Gerd Hegnell. Kulturpris 2012. (Skådespelare)[8]
- 422 The Spotnicks. Kulturpris 2013. (Musikgrupp från Göteborg som bildades under 1960-talet)[8]
- 423 Anna Mannheimer. Kulturpris 2016. (Programledare, komiker och journalist. Gift med Peter Apelgren. Dotter till Carin Mannheimer)
- 425 Per Andersson. Kulturpris 2017. (Komiker och skådespelare)
- 427 Weiron Holmberg. Kulturpris 2015. (Skådespelare)
- 431 Miriam Bryant. Kulturpris 2018. (Artist)
- 435 Lasse Kronér. Kulturpris 2014. (Musiker och underhållare inom TV etc)
- 440 Marianne Mörck. Kulturpris 2019. (Sångerska och skådespelerska)